# Геліоцентрична орбіта
Геліоцентрична орбіта — траєкторія руху небесного тіла по еліптичній траєкторії навколо Сонця.

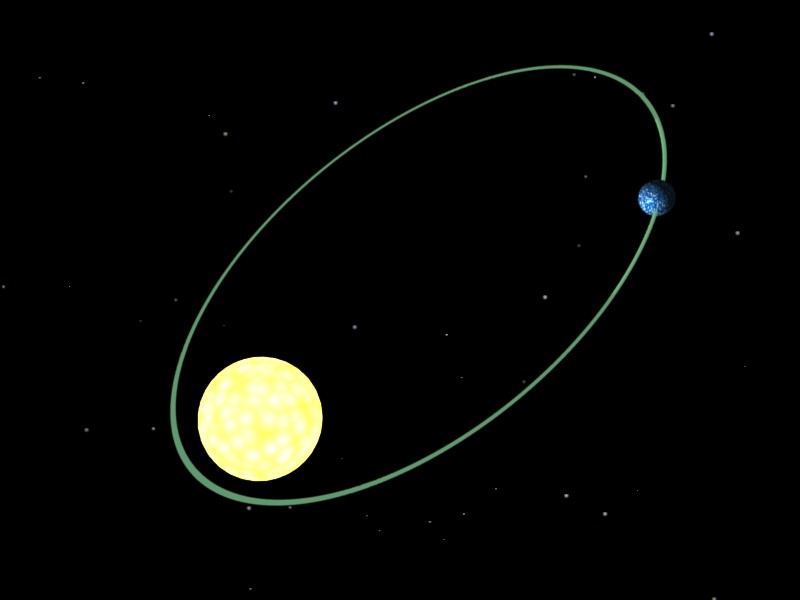
Геліоцентрична орбіта

Один з двох фокусів еліпса, яким рухається небесне тіло, збігається з Сонцем.
У нашій Сонячній системі всі планети, комети і астероїди, а також штучні супутники і космічне сміття мають таку орбіту. На відміну від цього Місяць не має геліоцентричної орбіти, тому що рухається по орбіті навколо Землі.
Розрізняють внутрішній трек геліоцентричної орбіти всередині орбіти Землі, наприклад, Венери і зовнішній трек геліоцентричної орбіти поза орбітою Землі, наприклад, Марс.
Префікс геліо- походить від давньогрецького слова «Геліос» означає «сонце», і «Геліос», як уособлення сонця в грецькій міфології.